# Пенициллин-связывающие белки
Пенициллин-связывающие белки (penicillin-binding proteins, РВР) — транспептидазы, ферменты, катализирующие последние стадии образования пептидогликана клеточной стенки бактерий. Существует большое число различных П.с.б., которые или связаны с мембраной, или находятся в свободном виде в цитоплазме. Ингибирование этих ферментов беталактамными антибиотиками приводит к нарушению формирования клеточной стенки и гибели бактерий. Механизм действия антибиотиков заключается в торможении реакции транспептидирования. Эти ферменты были впервые выявлены по их высокому сродству к пенициллину.